# Reelin
Reelin ist ein Glykoprotein, das im Säugetier-ZNS an der Differenzierung und Migration von Neuronen beteiligt ist.
Entscheidende Bedeutung hat es zum Beispiel für die Reifung des Hippocampus, bei dem die scharfe Schichtung verschiedener Neurone essentiell für dessen Funktionalität ist. Dort wird es von Cajal-Rezius-Zellen gebildet.
Für Reelin sind bisher zwei Rezeptoren bekannt, die man bisher nur aus dem Lipid-Stoffwechsel kannte. Der eine ist der Apolipoproteinrezeptor 2 (APOER2) und der andere der Rezeptor des Very Low Density Lipoproteins (VLDLR). Über Unterschiede der beiden weiß man noch sehr wenig.
Bei Reelin-Knock-Out-Mäusen (Reeler-Mäuse), zwar lebensfähig, sieht man in Schnitten des Hippocampus und des Neocortex deutlich die ungelenkte Zellmigration, die in Co-Kulturen mit Reelin-produzierenden Hippocampi teilweise wieder gelenkt werden kann.

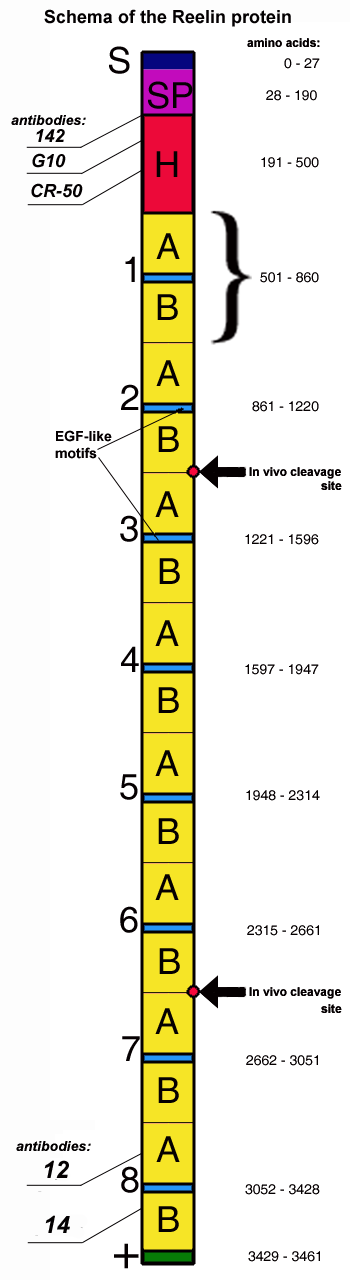
Schematische Darstellung des Reelin Proteins.

## Klinische Bedeutung
Störungen der Reelin-Verfügbarkeit werden in Zusammenhang gebracht mit folgenden Erkrankungen:
- Norman-Roberts-Syndrom[1]
- Schizophrenie[2]
- Bipolare Störung[2]
- Autismus[2]
- Temporallappenepilepsie[3]
- Alzheimer-Krankheit[4][5]